# Laurent Cassegrain
Laurent Cassegrain (Chartres, 1629 – Chaudon, 31 agosto 1693) è stato un presbitero e astronomo francese.
Le informazioni relative alla sua vita sono poche e confuse a partire dal suo nome di battesimo. Si ritiene come il più probabile sia quello di Laurent e che si riferisca ad un curato di Chaudon nel dipartimento francese di Eure-et-Loir che fosse sacerdote e docente sin dal 1654 e che al tempo del suo decesso lavorava come docente di scienze al Collège de Chartres. A tale Laurent Cassegrain si attribuisce l’invenzione della configurazione Cassegrain, a due specchi con il primario, concavo, a sezione parabolica e il secondario, convesso, a sezione iperbolica,  del telescopio riflettore in quanto il suo cognome compare nel Journal des Sçavans pubblicato il 25 aprile del 1672 in cui a pagina 75 e 76, in un estratto di una lettera scritta da un corrispondente da Chartres della Académie des sciences,  M. de Bercé che riporta il cognome Cassegrain, entrambi sconosciuti ai circoli accademici del tempo, associato ad una configurazione di telescopio riflettore in concorrenza con la configurazione proposta da Newton.
A Laurent Cassegrain la UAI ha intitolato il cratere lunare Cassegrain.